# Оулуйоки
О́улуйоки (фин. Oulujoki; Овла) — река в Финляндии.
Вытекает из озера Оулуярви, впадает в Ботнический залив Балтийского моря.
Длина реки 107 км, в устье — морской порт Оулу. Площадь бассейна — 22853 км².

## История
В XIV веке попытки Швеции установить контроль над Ботническим заливом вынудили Новгород в 1370-х годах начать строительство замка около дельты реки Оулуйоки. Швеция ответила основанием своего замка поблизости. Новгород напал на замок в 1377 году, но не смог его взять. В следующем году римский папа Григорий XI вмешался в конфликт и издал буллу о начале Крестового похода против Новгорода. Вскоре после этого русским пришлось оставить западное побережье Финляндии.